# 미타 이사요
미타 이사요(일본어: 三田 一紗代, 1993년 3월 16일 ~ )는 일본의 여자 축구 선수이다.

## 구단 경력
나데시코 리그의 오카야마 유노고 벨, 에히메 FC, 러브리지 나고야에서 활동했다.

## 국가대표팀 경력
그녀는 2010년 FIFA U-17 여자 월드컵에 참가할 일본 U-17 국가대표팀에 발탁되었다.